# خرگوشک باتلاقی
خرگوشک باتلاقی (نام علمی: Sylvilagus aquaticus) نام یک گونه از سرده خرگوشک‌های دم‌پنبه‌ای است.